# Bars (Satellit)
Bars-M (GRAU-Index 14F148) ist die Bezeichnung für eine Baureihe von russischen militärischen Erdbeobachtungssatelliten.
Die mit Digitalkameras ausgerüsteten Satelliten sollen die bis 2005 eingesetzten Jantar-1KFT-Satelliten ersetzen. Diese waren noch mit Film und Rückkehrkapseln ausgerüstet und hatten nur eine Lebensdauer von 45 Tagen, wohingegen die Bars-M-Satelliten bis zu fünf Jahre im Orbit bleiben sollen. Der neu entwickelte Satellitenbus stammt von RKZ Progress und die Nutzlast namens Karat von der Firma Lomo. Karat enthält zwei Kameras und Laserentfernungsmesser und kann Aufnahmen in sieben Spektralbändern machen. Aus der Bahnhöhe von etwa 700 km wird eine Auflösung von 1,1 bis 1,3 m erreicht. Die Satelliten haben eine Größe von 4,0 × 2,3 × 2,3 m und eine Masse von etwa 4 t. Die Schwadbreite beträgt 60 bzw. 1300 km, so dass jedes Gebiet alle drei Tage fotografiert werden kann. Der erste Satellit (Kosmos 2503) wurde am 27. Februar 2015 mit einer Sojus-2-1a vom Weltraumbahnhof Plessezk gestartet. Der zweite folgte am 23. März 2016, der dritte am 19. Mai 2022. Ein vierter Satellit wurde am 23. März 2023 ins All gebracht.
Das 1991 gestartete Vorläuferprojekt Bars (17F112) verzögerte sich aufgrund der Wirren nach Ende der Sowjetzeit und wurde im November 2005 endgültig eingestellt.

## Startliste
Dies ist eine vollständige Liste der gestarteten Bars-Satelliten, Stand 10. November 2024.
| Nr. | Name        | Datum, Uhrzeit (UTC)     | Trägerrakete | Startplatz | Anmerkungen |
| --- | ----------- | ------------------------ | ------------ | ---------- | ----------- |
| 1   | Kosmos 2503 | 27. Februar 2015, 11:01  | Sojus 2.1a   | Plessezk   | Erfolg      |
| 2   | Kosmos 2515 | 23. März 2016, 09:42     | Sojus 2.1a   | Plessezk   | Erfolg      |
| 3   | Kosmos 2556 | 19. Mai 2022, 08:03      | Sojus 2.1a   | Plessezk   | Erfolg      |
| 4   | Kosmos 2567 | 23. März 2023, 06:40     | Sojus 2.1a   | Plessezk   | Erfolg      |
| 5   | Kosmos 2573 | 21. Dezember 2023, 08:48 | Sojus 2.1 1  | Plessezk   | Erfolg      |
| 6   | Kosmos 2579 | 31. Oktober 2024, 17:51  | Sojus 2.1a   | Plessezk   | Erfolg      |